# 高峰植物園

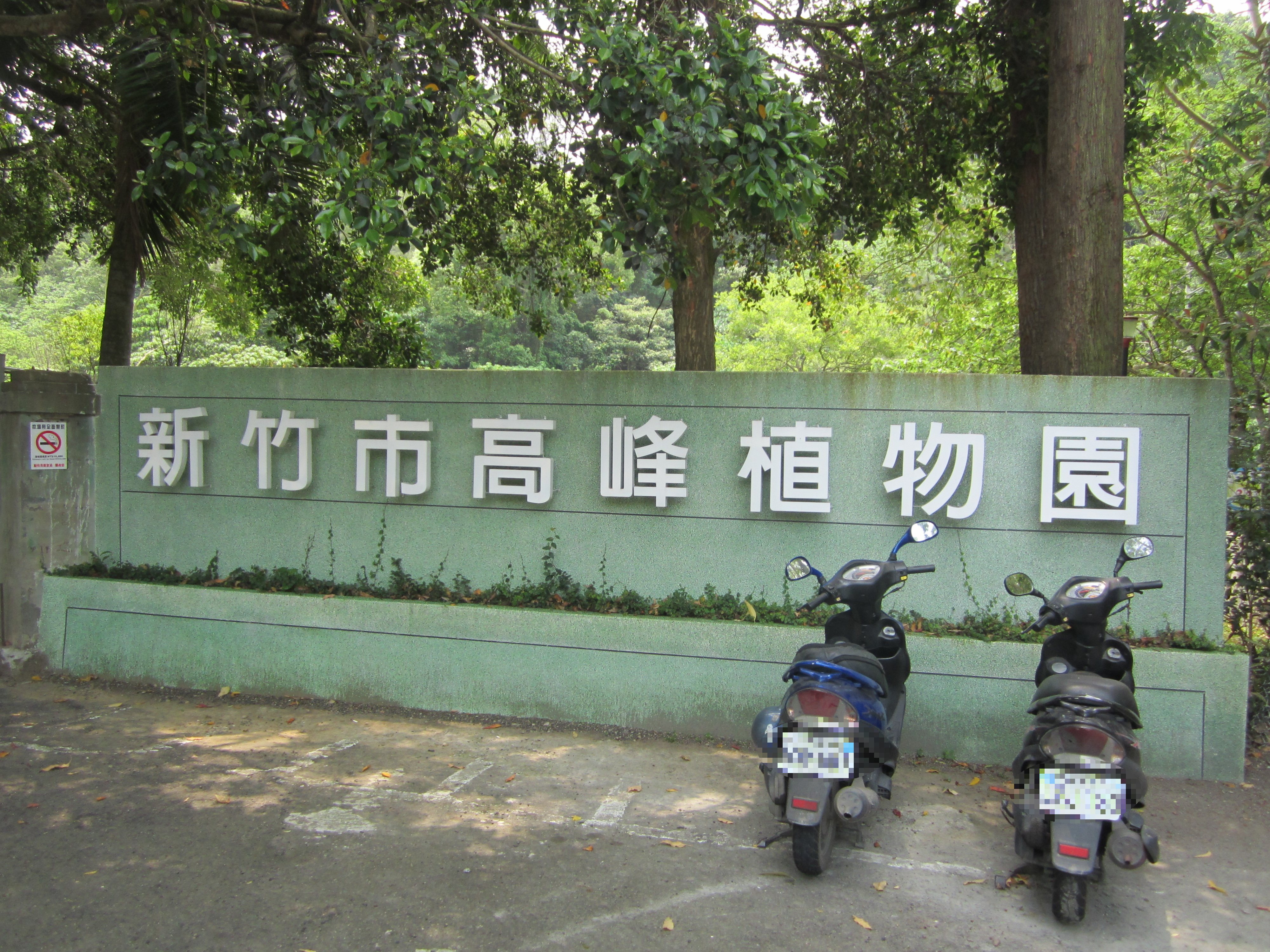
大門

高峰植物園是台灣新竹市的植物園，依傍於十八尖山，為丘陵地自然植被景觀，有寶山路、高翠路兩處出入口，以位於十八尖山寶山路登山步道正對面的寶山路入口為正門。面積約為35公頃，但是其中的19公頃為私有地，不可進入參觀。

## 歷史

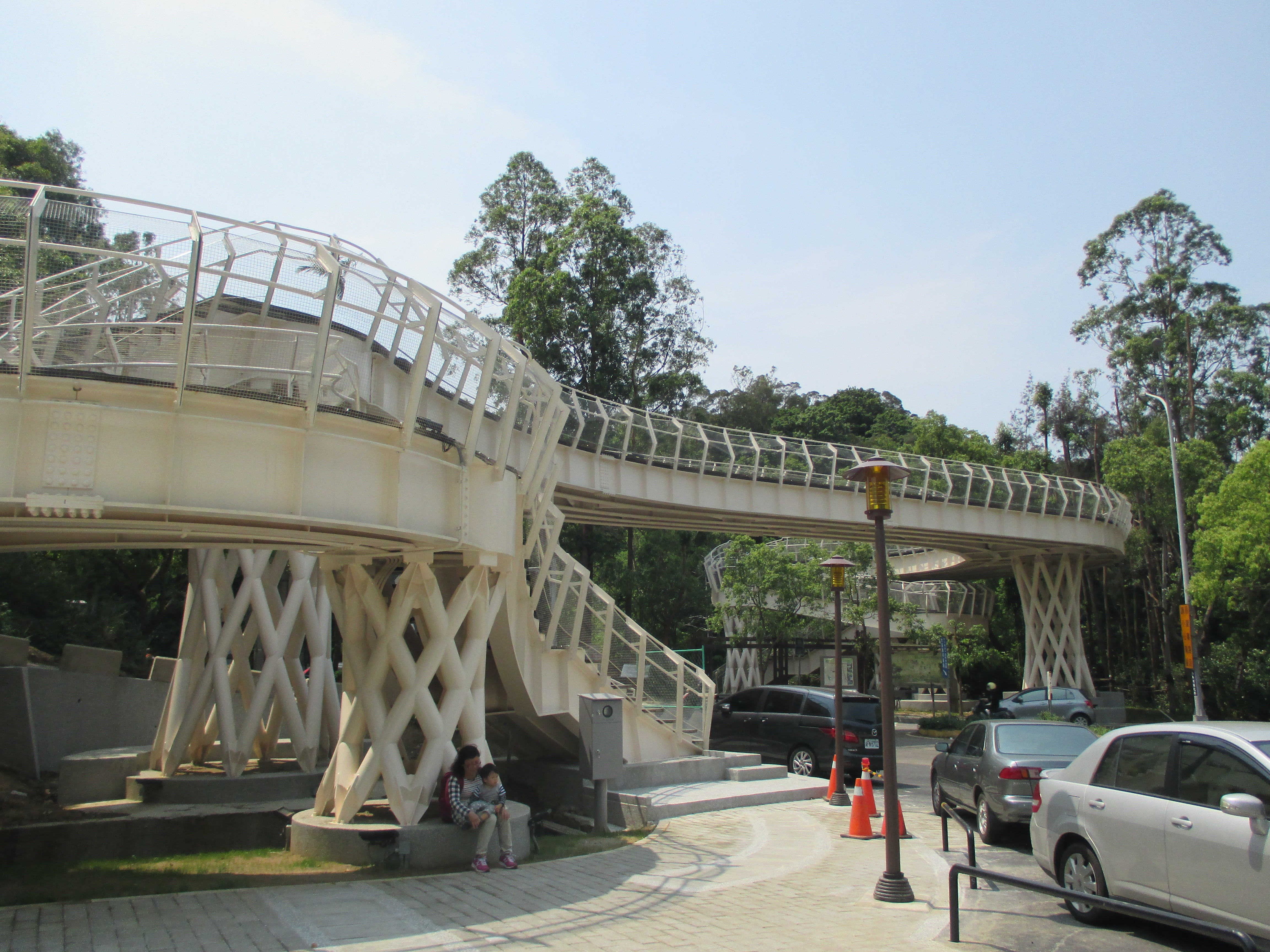
天橋

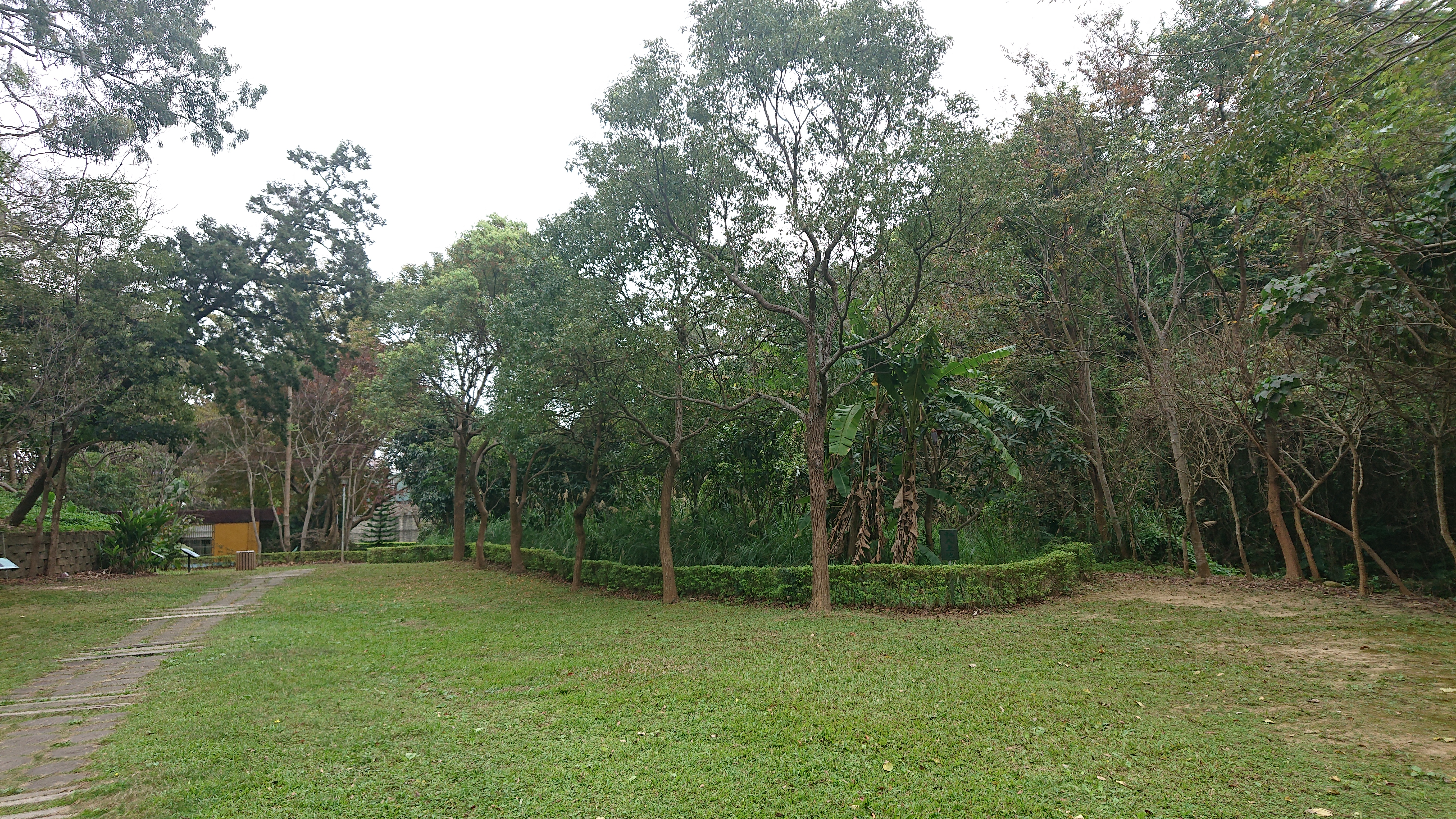
高峰植物園的內部景觀

高峰植物園前身是日治時期的新竹州赤土崎林業試驗場，直到1960年其開發目的都是為了林業，之後才改建為植物園。2002年開闢寶山路入口，但地圖標示仍多以高翠路入口為主。2015年十八尖山寶山路登山步道入口興建天橋橫跨寶山路，直達高峰植物園，增加來往兩地之便利性。